# Che vuoi che sia... se t'ho aspettato tanto
Che vuoi che sia... se t'ho aspettato tanto è il settimo album musicale di Mia Martini, venne pubblicato il 27 giugno 1976, su etichetta Come Il Vento.

## Il disco
Mia Martini prosegue il suo viaggio nella canzone d'autore italiana attraverso brani raffinati, e altri più di tendenza, firmati da autori molto noti: Mango e suo fratello Armando, Claudio Daiano, Gianfranco Manfredi, Amedeo Minghi, Paolo Amerigo Cassella, Dario Baldan Bembo, Memmo Foresi, Carmelo Carucci e Stefano Rosso. Spiccano, oltre alla title track, anche Io donna io persona, Se mi sfiori e Preghiera. Gli arrangiamenti orchestrali sono di Luis Bacalov, futuro premio Oscar, mentre quelli della sezioni ritmiche sono dei Libra (Alessandro Centofanti, Walter Martino, Dino Kappa, Nicola Distaso) appena rientrati in Italia dopo la loro esperienza americana con l'etichetta (Motown Records). La Rai girò un omonimo special a colori per la promozione dell'album.

## Tracce
1. Ma sono solo giorni (Paolo Amerigo Cassella/Amedeo Minghi) - 3:57
2. Io donna, io persona (Carmelo Carucci/Gianfranco Manfredi) - 4:56
3. Che vuoi che sia…se t'ho aspettato tanto (Paolo Amerigo Cassella/Dario Baldan Bembo) - 4:40
4. Se mi sfiori... (Armando Mango/Silvano D'Auria/Mango) - 3:54
5. In Paradiso (Paolo Amerigo Cassella/Memmo Foresi) - 3:45
6. Fiore di melograno (Paolo Amerigo Cassella/Memmo Foresi) - 3:13
7. Una come lei (Paolo Amerigo Cassella/Memmo Foresi) - 3.46
8. Noi due (Paolo Amerigo Cassella/Memmo Foresi) - 4.59
9. Elegia (Carmelo Carucci/Claudio Daiano) - 2:49
10. Preghiera (Stefano Rosso) - 4:00

## Formazione
- Mia Martini – voce, cori
- Luis Enriquez – arrangiamenti
- Dario Baldan Bembo – tastiera
- Gigi Cappellotto – basso
- Andy Surdi – batteria
- Maurizio Fabrizio – chitarra
- Alessandro Centofanti – tastiera
- Dino Kappa – basso
- Nicola Distaso – chitarra
- Luciano Ciccaglioni – chitarra
- Walter Martino – batteria
- Luis Bacalov – sintetizzatore, spinetta, pianoforte, cembalo, eminent, celeste, campanello
- Amedeo Minghi – cori (in Ma solo sono giorni)
- Baba Yaga – cori (in Chi vuoi che sia...se t'ho aspettato tanto)